# Спицина, Наталья Георгиевна
Ната́лья Гео́ргиевна Спи́цина (род. 1946, Ленинград) — советская артистка балета, балетный педагог, заслуженная артистка РСФСР (1983).

## Биография
По окончании Ленинградского хореографического училища (педагог Елена Ширипина), с 1964 по 1986 год — в Ленинградском театре имени С. М. Кирова.

### Творчество
Танцевала сольные партии в балетах:
- «Сильфида»,  балетмейстер Август Бурнонвиль, Музыка: Ж. Шнейцхоффер
- «Корсар»,  балетмейстер Мариус Петипа, Пётр Гусев. Музыка:Адольф Адан, Лео Делиб, Рикардо Дриго, Цезарь Пуни
- «Шопениана»,  балетмейстер Михаил Фокин, Музыка: Фредерик Шопен
- «Лебединое озеро»,  балетмейстер Лев Иванов, Музыка:Пётр Чайковский
- «Дон Кихот»,  балетмейстер Александр Горский, Музыка: Людвиг Минкус
- «Жизель»,  балетмейстер Мариус Петипа, Музыка: Адольф Адан
- «Баядерка»,  балетмейстер Мариус Петипа, Музыка: Людвиг Минкус
- «Спящая красавица»,  балетмейстер Мариус Петипа, Музыка: Пётр Чайковский
- «Щелкунчик»,  балетмейстер Василий Вайнонен, Музыка: Пётр Чайковский
- «Раймонда»,  балетмейстер Мариус Петипа, Музыка: Александр Глазунов

Балет «Баядерка»
- При постановке балета «Баядерка» в Михайловском театре Наталью Георгиевну Спицыну пригласили в качестве балетмейстера — ассистента[1].

## Семья
- Супруг Николай Остальцов (род. 1941), артист Театра имени С. М. Кирова.
- Сын Пётр Остальцов (род. 1970), артист Мариинского театра.

## Награды и премии
- Медаль ордена «За заслуги перед Отечеством» II степени (28 июня 2016) — за большие заслуги в развитие отечественной культуры и искусства, многолетнюю плодотворную деятельность
- Заслуженная артистка РСФСР (1983)